# Akalat de Puvel
Illadopsis puveli
Espèce
Statut de conservation UICN

 LC  : Préoccupation mineure
L’Akalat de Puvel (Illadopsis puveli) est une espèce de passereau de la famille des Pellorneidae.

## Répartition
Son aire horizontale interrompue s'étend à travers l'Afrique équatoriale (surtout en Afrique de l'Ouest, de part et d'autre du Dahomey Gap).

## Habitat
Il habite les forêts sèches tropicales et subtropicales, les forêts et zones de broussailles  humides tropicales et subtropicales de basse altitude.